# Sheikh Russel Krira Chakra
Lo Sheikh Russel Krira Chakra è una società calcistica bengalese con sede nella città di Dacca. Milita nella Bangladesh League.

## Palmarès

### Competizioni nazionali
- Campionato bengalese: 1

2012–2013
- Coppa del Bangladesh: 1

2012–2013
- Independence Cup (Bangladesh): 1

2013

### Altri piazzamenti
- Campionato bengalese:

Terzo posto: 2008-2009, 2009-2010, 2010-2011, 2019

## Organico

### Rosa 2015-2016
| N. |                       | Ruolo | Calciatore                  |
| -- | --------------------- | ----- | --------------------------- |
| 1  | Bangladesh (bandiera) | P     | Mamun Khan                  |
| 2  | Bangladesh (bandiera) | D     | Topu Barman                 |
| 3  | Bangladesh (bandiera) | D     | Waly Faisal                 |
| 4  | Bangladesh (bandiera) | D     | Rezaul Karim                |
| 6  | Bangladesh (bandiera) | D     | Atiqur Rahman Meshu         |
| 7  | Bangladesh (bandiera) | C     | Mohamed Zahid Hossain       |
| 9  | Bangladesh (bandiera) | A     | Mithun Chowdhury            |
| 10 | Bangladesh (bandiera) | A     | Jahid Hasan Ameli           |
| 13 | Bangladesh (bandiera) | D     | Md Sohel Rana               |
| 14 | Bangladesh (bandiera) | C     | Fazle Rabbi                 |
| 15 | Bangladesh (bandiera) | D     | Abdul Hamid Sheikh Bhashani |
| 16 | Bangladesh (bandiera) | D     | Nazrul Islam                |
| 18 | Bangladesh (bandiera) | C     | Yousuf Sifat                |
| 19 | Bangladesh (bandiera) | C     | Mokhlesur Rahman            |

| N. |                       | Ruolo | Calciatore             |
| -- | --------------------- | ----- | ---------------------- |
| 20 | Bangladesh (bandiera) | C     | Jamal Hossain          |
| 21 | Bangladesh (bandiera) | C     | Ashraf Hossain         |
| 22 | Bangladesh (bandiera) | P     | Masud Rana             |
| 23 | Bangladesh (bandiera) | D     | Aminul Islam           |
| 27 | Bangladesh (bandiera) | D     | Murad Hasan            |
| 30 | Bangladesh (bandiera) | P     | Russel Mahmud Liton    |
|    | Bangladesh (bandiera) | P     | Rakibul Islam          |
|    | Senegal (bandiera)    | D     | Massamba Sambou        |
|    | Bangladesh (bandiera) | D     | Asaduzzaman Babul      |
|    | Camerun (bandiera)    | D     | Jean Jules Ikanga      |
|    | Bangladesh (bandiera) | C     | Hamanta Vincent Biswas |
|    | Bangladesh (bandiera) | C     | Rumman Hossain         |
|    | Etiopia (bandiera)    | A     | Fikru Tefera           |
|    | Bangladesh (bandiera) |       | Md. Rocky              |

### Staff tecnico
- A.K.M Maruful Haq - Allenatore
- Mahmudul Haque Liton - Assistente

### Rosa 2014-2015
| N. |                       | Ruolo | Calciatore               |
| -- | --------------------- | ----- | ------------------------ |
| 1  | Bangladesh (bandiera) | P     | Russel Mahmud            |
| 2  | Bangladesh (bandiera) | D     | Nasirul Islam            |
| 3  | Bangladesh (bandiera) | D     | Rashedul Alam Moni       |
| 4  | Bangladesh (bandiera) | D     | Jamal Bhuyan             |
| 5  | Bangladesh (bandiera) | D     | Mintu Sheikh             |
| 6  | Bangladesh (bandiera) | D     | Atiqur Rahman Meshu      |
| 8  | Bangladesh (bandiera) | C     | Shahedul Alam Shahed Sr. |
| 9  | Bangladesh (bandiera) | A     | Mithun Chowdhury         |
| 10 | Bangladesh (bandiera) | A     | Jahid Hasan Ameli        |
| 11 | Bangladesh (bandiera) | C     | Monaem Khan Raju         |
| 13 | Bangladesh (bandiera) | D     | Md Sohel Rana            |
| 15 | Bangladesh (bandiera) | C     | Fazle Rabbi              |
| 16 | Bangladesh (bandiera) | D     | Nazrul Islam             |
| 17 | Bangladesh (bandiera) | C     | Rummon Hossain           |
| 19 | Bangladesh (bandiera) | C     | Sabuj Kumar Biswas       |

| N. |                       | Ruolo | Calciatore                  |
| -- | --------------------- | ----- | --------------------------- |
| 20 | Bangladesh (bandiera) | A     | Shakhawat Hossain Rony      |
| 21 | Bangladesh (bandiera) | P     | Biplob Bhattacharjee        |
| 22 | Bangladesh (bandiera) | P     | Ziaur Rahman                |
| 23 | Bangladesh (bandiera) | D     | Arup Kumar Baidya           |
| 27 | Bangladesh (bandiera) | D     | Murad Hasan                 |
|    | Bangladesh (bandiera) | P     | Rakibul Islam               |
|    | Bangladesh (bandiera) | D     | Abdul Hamid Sheikh Bhashani |
|    | Senegal (bandiera)    | D     | Massamba Sambou             |
|    | Bangladesh (bandiera) | D     | Asaduzzaman Babul           |
|    | Camerun (bandiera)    | D     | Jean Jules Ikanga           |
|    | Bangladesh (bandiera) | C     | Hemanta Vincent Biswas      |
|    | Bangladesh (bandiera) | C     | Rumman Hossain              |
|    | Etiopia (bandiera)    | A     | Fikru Tefera                |
|    | Bangladesh (bandiera) |       | Md. Rocky                   |